# Cubilla

Mapa umístění

Cubilla je španělská obec provincie Soria v autonomním společenství Kastilie a León. Má rozlohu 20,24 km². V roce 2010 žilo v obci 53 obyvatel, 30 mužů a 23 žen. Hustota osídlení je 2,96 obyvatel/km². Je součástí Diecéze Osma a nachází se zde kostel sv. Petra.